# Munona iridescens
Munona iridescens is een beervlinder uit de familie van de spinneruilen (Erebidae). De wetenschappelijke naam van de soort is voor het eerst geldig gepubliceerd in 1894 door William Schaus. M. iridescens is de typesoort van het geslacht Munona.
Munona iridescens komt voor in het Neotropisch gebied (onder meer Venezuela, Peru, Costa Rica). De rupsen leven op de knoflookboom (Cordia alliodora). Ze zijn bedekt met sneeuwwitte haren gedurende bijna geheel hun leven. Enkel op de dag voordat de laatste instar een cocon gaat spinnen om te verpoppen, verkleuren die abrupt tot een grijsblauwe metaalkleur. De cocon is een mengsel van deze haartjes en van zijde.